# Consistórios de Bento XII
O Papa Bento XII (r. 1334–1342) criou seis novos cardeais em um consistório celebrado em 18 de dezembro de 1338: 

## 18 de dezembro de 1338
1. Gozzio Battaglia † 10 de junho de 1348
2. Bertrand de Déaulx † 21 de outubro de 1355
3. Pierre Roger, OSB † 6 de dezembro de 1352
4. Guillaume de Court, O.Cist. † 12 de junho de 1361
5. Bernard d'Albi † 23 de novembro de 1350
6. Guillaume d'Aure, OSB † 3 de dezembro de 1353

Vários autores posteriores afirmaram que o cardeal-presbítero de S. Stefano criado neste consistório foi Raymond de Montfort , O. de M., que morreu antes que a notícia de sua promoção o alcançasse, e foi somente em janeiro de 1339 quando Pope Bento XII promoveu Guillaume d'Aure em seu lugar. Até mesmo Eubel (1913) ainda aceitou essa história. No entanto, o contemporâneo Vitae Benedicti XII, e especialmente os documentos dos registros de Bento XVI, claramente negam essa lenda. Guillaume d'Aure é mencionado entre os seis cardeais recém-criados desde o início, e a suposta promoção de Montfort não é mencionada. Já em 22 de dezembro de 1338, Guillaume d'Aure é explicitamente referido como cardeal da Santa Igreja Romana.